# Sonata per a piano núm. 9 (Mozart)
La Sonata per a piano núm. 9 en re major, K. 311 (284c) és una composició per Wolfgang Amadeus Mozart. La va escriure durant una estada a Augsburg i Mannheim, el novembre-desembre de 1777 i és una obra contemporània de la seva Sonata K. 309. Mozart compongué la Sonata K. 310 durant l'estiu de l'any següent, a París. Les tres sonates K. 309-311 van ser publicades com un conjunt "Opus IV" cap al 1782, per l'editor Franz Joseph Heina a París.

## Estructura
L'obra té tres moviments:
La sonata segueix l'esquema habitual de 3 moviments:
1. Allegro con spirito
2. Andante con espressione
3. Rondeau (allegro)

Una interpretació típica dura entre 15 i 17 minuts.
El primer moviment, Allegro con spirito, que està en forma sonata, té un primer tema a semblança d'una obertura orquestral i el seu segon tema, en la tonalitat de la dominant (la major), és més tranquil. La secció de desenvolupament es basa gairebé per complet en els últims quatre compassos de l'exposició.
El segon moviment, Andante con espressione, té una estructura ABABA amb una coda final episòdica. La melodia del segon tema està enriquida amb un ritme sincopat, tot acompanyat per acords trencats a la mà esquerra.